# Psiquê
Psiquê ou Psique (em grego clássico: Ψυχή; romaniz.: Psychē, "alma", ou também em alguns contextos "borboleta"), na mitologia grega, é uma divindade que representa a personificação da alma. Seu mito sobrevive escrito na história latina O Asno de Ouro, de Apuleio. Porém sua figura já era representada séculos antes, muitas vezes com asas de borboleta e associada a Eros ou Cupido, pelo menos desde o século V a.C.
Depois que se tornou imortal, casou-se com Eros e teve com ele Hedonê. Sua história foi frequentemente vista como uma alegoria à alma humana. Embora Psiquê seja referida na história em latim de Apuleio pelo seu nome grego, seu nome romano, por tradução direta, é Anima. Isso pode indicar um tropo comum à literatura latina, de que o nome grego poderia evocar uma expectativa de transformação animal que corresponde ao outro significado de seu nome: borboleta.

## O mito de Psiquê

### Os quatro trabalhos de Psiquê
- Os grãos: A princesa foi colocada num quarto onde uma montanha de grãos de diversos tipos tinha sido misturada. Psiquê devia separá-los, conforme cada espécie, no espaço de uma noite. A jovem começou a trabalhar, mas, mal fizera alguns montículos e adormecera extenuada. Durante seu sono, surgem milhares de formigas que, grão a grão, os separam do monte e os reúnem consoante sua categoria. Ao acordar, Psiquê constata que a tarefa fora cumprida dentro do prazo.

- A lã de ouro: Afrodite pediu, então, que a moça lhe trouxesse a lã de ouro do velocino de ouro. Após longa jornada, Psiquê encontra os ferozes animais, que não deixavam que deles se aproximassem. Uma voz surge de juncos num rio e a aconselha: ela deve procurar um espinheiro, junto a onde os carneiros vão beber, e nas pontas dos espículos recolher toda a lã que ficara presa. Cumprindo o ditame, Psiquê realiza a tarefa, enfurecendo a deusa.

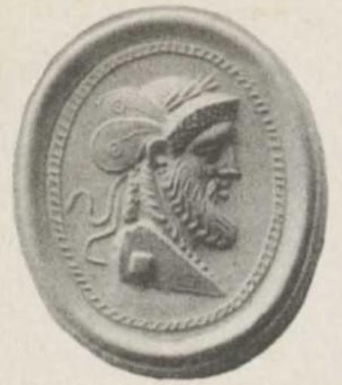
Gema greco-romana com perfil de cabeça com asas de borboleta, em um tipo identificado como "Platão". O termo psyché foi influente na filosofia para indicar a alma e também aqui seguiu o motivo de representar o outro sentido de borboleta.

- Água da nascente: Afrodite então lhe pede um pouco da suja água da nascente do rio Estige. Mas a nova tarefa logo se revela impossível: o Estige nascia de uma alta montanha tão íngreme, que era impossível escalar. Levando um frasco numa das mãos, a princesa queda-se ante a escarpa que se erguia à sua frente, quando as águias de Zeus surgem, tomando-lhe o frasco, voam com ela até o alto, enchendo-o. O trabalho, mais uma vez, foi realizado.

- Beleza de Perséfone: Afrodite percebeu que teria de usar de meios mais poderosos. Inventando que tinha perdido um pouco de sua beleza por cuidar do ferimento de Eros, pede a Psiquê que, no reino dos mortos (o domínio de Hades, também chamado de Tártaro), pedisse à sua rainha, Perséfone, um pouco de sua beleza. A deusa estava certa de que ela não voltaria viva. Mais uma vez, Afrodite se engana. Psiquê convence Perséfone a encher uma caixa com a sua beleza para Afrodite. Psiquê está indo de volta a Afrodite, quando pensa que sua beleza havia se desgastado depois de tantos trabalhos, não resiste e resolve abrir a caixa. Cai em sono profundo. Eros, já curado de sua queimadura vai ao socorro de sua amada, põe de volta o conteúdo na caixa, desperta Psiquê e ordena-lhe que entregue a caixa à mãe dele.

Enquanto Psiquê entrega a caixa a Afrodite, Eros vai a Zeus e suplica que advogue em sua causa. Zeus concede esse pedido e posteriormente consegue a concordância de Afrodite. Hermes leva Psiquê à Assembleia celestial e ela é tornada imortal. Finalmente, Psiquê ficou unida a Eros e mais tarde tiveram uma filha, cujo nome foi Hedonê a deusa do prazer.